# Karmapolice
Pour plus de détails, voir Fiche technique et Distribution.
Karmapolice est un film français réalisé par Julien Paolini et sorti en 2023,. Il s'agit d'un thriller psychologique.

## Synopsis
Angelo, flic idéaliste, est rongé par la culpabilité. Il a provoqué la chute d’une toxicomane dans une bouche d’aération en voulant l’aider. Un homicide involontaire que sa brigade le force à taire. Cherchant à se racheter par tous les moyens, Angelo se lance corps et âme dans la résolution des petites affaires de son nouveau quartier de Château Rouge aux côtés de Poulet, médiateur de quartier aussi trouble que roublard. Mais l’obsession du meurtre qu’il a commis le pousse à fantasmer sa rédemption. Sa voisine, une mystérieuse toxicomane, serait séquestrée par un marchand de sommeil.

## Fiche technique
- Titre original : Karmapolice
- Réalisation : Julien Paolini
- Scénario : Julien Paolini, Manolis Mavropoulos et Syrus Shahidi[5]
- Musique : Pasquale Filastò et David Guillon[6]
- Photographie : Hadrien Vedel[7]
- Son : Nassim El Mounabbih et Alexis Farou
- Montage : Clémence Samson et Gwenaël Ghelid
- Décors : Lisa Paolini
- Costumes : Thomas Fishelson
- Production :
  - Production déléguée : Cousines et Dépendances, La Réserve
  - Coproductions : Sugar Mama Productions, Kallouche Cinéma, S'Imagine Films, Charly's Films, Dinosaures, French Flair Entertainment[8]
- Sociétés de distribution : À vif Cinémas
- Pays de production :  France
- Langue originale : français
- Genre : Thriller psychologique
- Durée : 80 minutes
- Dates de sortie :
  - France : 
    - 21 octobre 2023 (Cognac)
    - 17 juillet 2024 (en salles)

## Distribution
- Syrus Shahidi : Angelo
- Alexis Manenti : Poulet
- Karidja Touré : Pauline
- Foëd Amara : Kemar
- Hortense Ardalan : Elena
- Steve Tientcheu : Anselme
- Sabrina Ouazani : Maman
- Thomas Blumenthal : le voleur
- Yaniss Lespert : un collègue
- Yaya Bathily : un collègue
- Zacharie Chasseriaud : l'agent immobilier
- Lauréna Thellier : la victime[9]

## Distinction
- Festival Polar de Cognac 2023 : Grand Prix[10]

## Accueil
Karmapolice est un succès critique à sa sortie le 17 juillet 2024. Coup de cœur du Masque et la Plume, Pierre Murat trouve le film fascinant. Le Parisien parle lui aussi d'immersion fascinante, très tenu et très bien joué. La critique salue le film comme le long-métrage le plus original de l'été et y voit "le mysticisme des premiers films de Polanski ". "Une œuvre originale et passionnante dont l'humanisme transpire à chaque plan"," un fascinant thriller onirique doublé d’une fable poétique qui convoque les fantômes d’Abel Ferrara". "L’héritage d’un certain cinéma underground new-yorkais qui irait des premiers Scorsese aux frères Safdie en passant par le Blue Velvet de Lynch ". Xavier Leherpeur au Nouvel Obs salue " l’auteur remarqué d’Amare Amaro qui confirme ses indéniables qualités de réalisateur par une mise en scène envoûtante, opaque et surréaliste ". Télérama aime ses personnages décalés et salue l'interprétation animale de Syrus Shahidi et Alexis Manenti qu'il compare à Pacino et DeNiro. Les Fiches du Cinéma parlent d'un envoûtant voyage introspectif et de l'évidence d'un solide imaginaire servi avec talent dans sa mise en image.

## Production
Karmapolice est l'un des rares films tournés dans le 18ème arrondissement de Paris, avec Goutte d'Or et les films de La Rumeur (groupe). Il est très compliqué de tourner dans le 18ème arrondissement, notamment à cause de la gérance de certaines figures locales qui rackettent les tournages. Le réalisateur a vécu 15 ans dans le quartier. Il a choisi de tourner dans le centre social dans lequel il a travaillé bénévolement et d'y faire participer bénévoles et accueillis, leur faisant donner la réplique aux comédiens confirmés.
Dévoilé au Festival Polar de Cognac en octobre 2023, le film y triomphe et remporte le Grand Prix. Karmapolice a été présenté également en sélection au festival Cinébanlieue en novembre 2023.